# Дадрі – Паніпат
Дадрі – Паніпат – газопровід на півночі Індії.
Газопровід, який став до ладу в 2010 році, має довжину 140 км та виконаний в діаметрі 750 мм. Він розрахований на робочий тиск до 9 МПа що забезпечує пропускну здатність на рівні 9,5 млн м3 на добу.
Траса трубопроводу починається на східній околиці агломерації Делі у газовому хабі Дадрі, куди ресурс надходить по газопровідному коридору Віджайпур – Дадрі. Кінцевим пунктом траси є місто Паніпат у штаті Хар’яна, де великими споживачами блакитного палива виступають завод азотних добрив, ТЕЦ нафтопереробного заводу компанії IOCL та ТЕЦ асоційованого з ним нафтохімічного комплексу.